# فيولا هاريس
فيولا هاريس (بالإنجليزية: Viola Harris)‏ هي ممثلة أمريكية، ولدت في 5 يوليو 1926 بنيويورك في الولايات المتحدة، وتوفيت بنفس المكان في 23 أغسطس 2017.

## وصلات خارجية
- فيولا هاريس على موقع IMDb (الإنجليزية)
- فيولا هاريس على موقع قاعدة بيانات الفيلم (الإنجليزية)